# Jean Chacornac
| 25 Phocaea  | 6 aprilie 1853     | mpc |
| 33 Polimie  | 28 octombrie 1854  | mpc |
| 34 Circe    | 6 aprilie 1855     | mpc |
| 38 Leda     | 12 ianuarie 1856   | mpc |
| 39 Laetitia | 8 februarie 1856   | mpc |
| 59 Elpis    | 12 septembrie 1860 | mpc |

Jean Chacornac (n. 21 iunie 1823, Lyon, Franța – d. 6 septembrie 1873, Saint-Jean-en-Royans, Drôme, Franța) a fost un astronom francez și descoperitor al unei comete și a mai multor asteroizi.
Lucrând în Marsilia și Paris, a descoperit șase asteroizi din centura de asteroizi (vezi tabelul), iar în anul 1852 cometa parabolică C/1852 K1 (Chacornac). Această cometă este considerată a fi sursa actuală de meteorizi Eta Eridanids. De asemenea, el a descoperit în mod independent 20 Massalia, descoperire care este totuși atribuită astronomului italian Annibale de Gasparis.
Jean Chacornac a fost premiat cu Premiul Lalande în anii 1855, 1856 și 1863. Asteroidul 1622 Chacornac și craterul lunar Chacornac sunt numiți în onoarea sa.

## Legături externe
- J. Chacornac @ Astrophysics Data System